# Stanley (ciruela)
Stanley es una variedad cultivar de ciruelo (Prunus domestica), de las denominadas ciruelas europeas.
Una variedad de ciruela criada en 1912 por Richard Wellington en la « "New York State Agricultural Experiment Station" », Geneva, Estados Unidos, mediante el cruce de las variedades 'D'Agen' x 'Grand Duke'. 
Las frutas tienen una pulpa firme y muy jugosa con un sabor bastante dulce. Tolera las zonas de rusticidad según el departamento USDA, de nivel 5b, 5a, 6b, 6a, 7b, 7a.

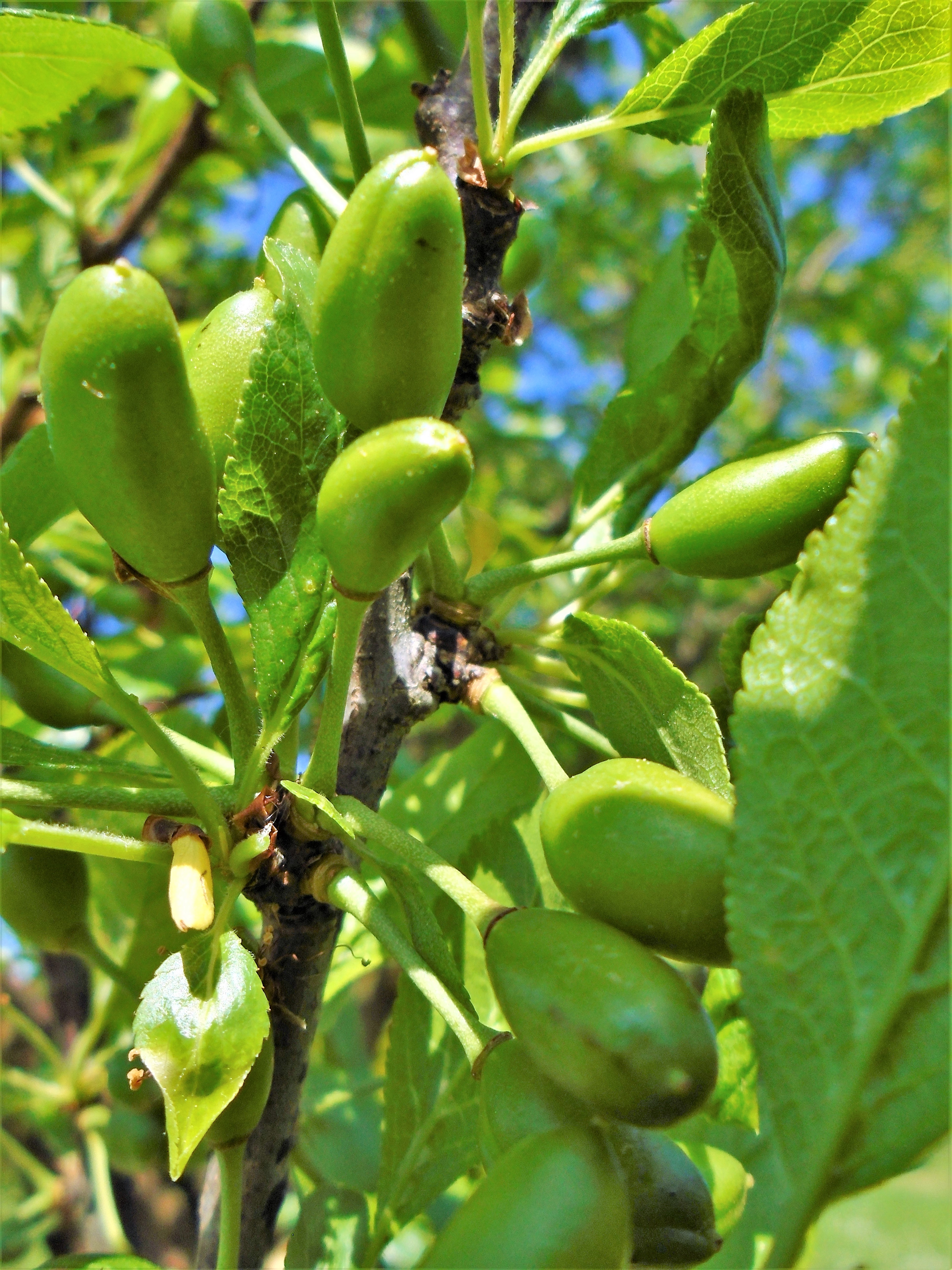
Ciruelas 'Stanley' aún verdes en el árbol.

## Sinonimia
- "Stanley(I.N.R.A.),
- "Huevo de fraile",
- "Cojón de fraile".

## Historia
'Stanley' variedad de ciruela cuyos orígenes ancestrales se encuentran en la región del Caucaso fue obtenida en 1912 por Richard Wellington en la « "New York State Agricultural Experiment Station" », Geneva, Estados Unidos, por el cruce de 'd'Agen' como Parental Madre x el polen de 'Grand Duke' como Parental Padre.
'Stanley' está cultivada en diversos bancos de germoplasma de cultivos vivos, tales como en National Fruit Collection (Colección Nacional de Fruta) de Reino Unido con el número de accesión: 1929-043 y Nombre Accesión : Stanley. Fue introducida en el "Probatorio Nacional de Fruta" para evaluar sus características en 1926.

## Características

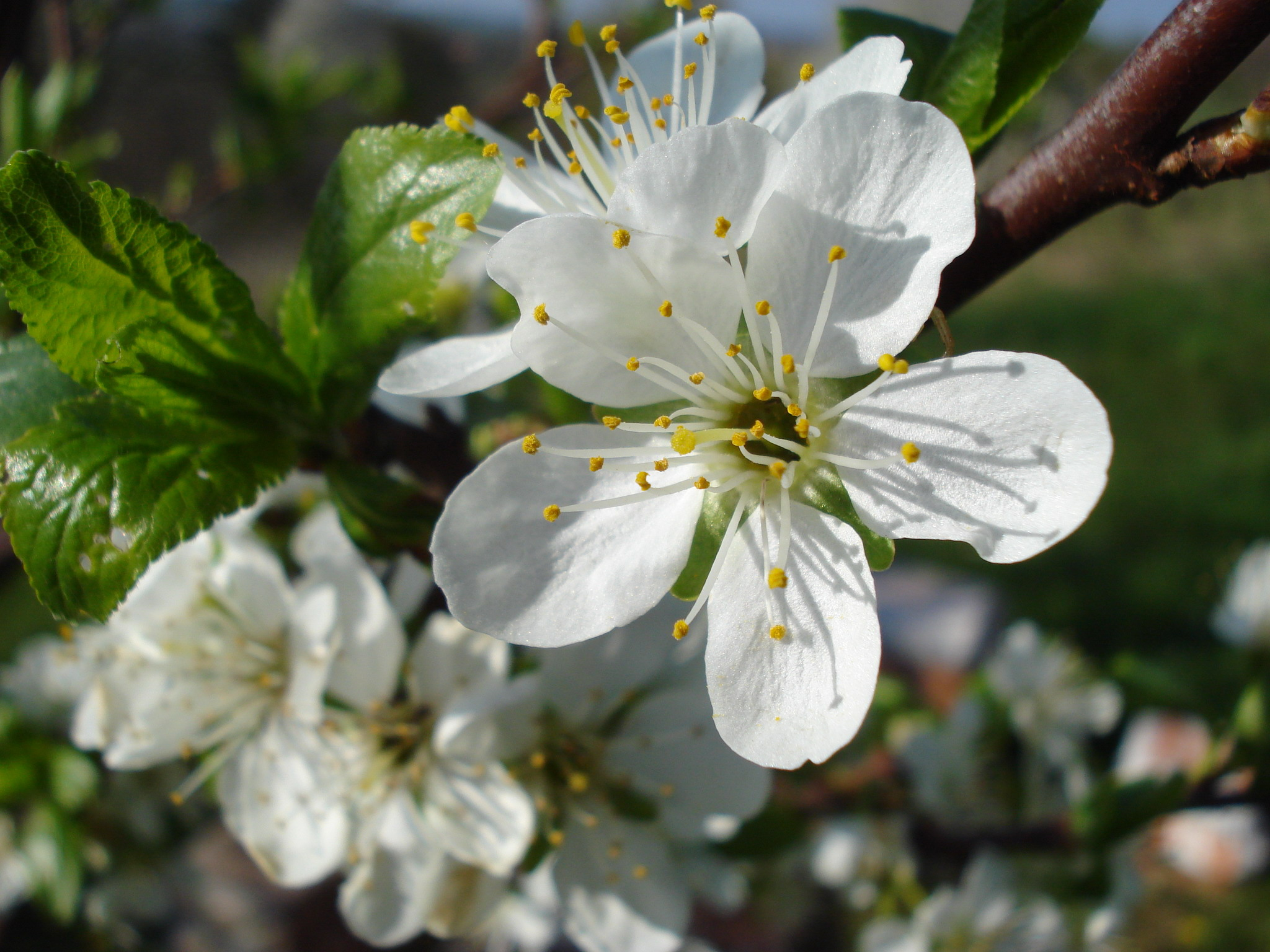
Flores del ciruelo 'Stanley'.

'Stanley' árbol de porte extenso, moderadamente vigoroso, erguido, sus hojas de la planta leñosa son caducas, de color verde, forma elíptica, sin pelos presentes, tienen dientes finos en el margen. Flor blanca, que tiene un tiempo de floración que comienza a partir del 15 de abril con el 10% de floración, para el 19 de abril tiene una floración completa (80%), y para el 1 de mayo tiene un 90% de caída de pétalos.
'Stanley' tiene una talla de tamaño mediano a grande de forma elíptica ligeramente asimétrica, con peso promedio de 58.00 g; epidermis tiene una piel azul oscuro recubierta de abundante pruina, fina, violácea; sutura con línea poco visible, de color algo más oscuro que el fruto. Situada en una depresión muy suave, algo más acentuada junto a cavidad peduncular; pedúnculo de longitud mediano, fuerte, con una longitud promedio de 16.17 mm, leñoso, con escudete muy marcado, muy pubescente, con la cavidad del pedúnculo estrecha, poco profunda, rebajada en la sutura y más levemente en el lado opuesto; pulpa de color amarillo pálido, la fruta es dulce y jugosa.
Hueso muy adherente, grande, alargado, muy asimétrico, con el surco dorsal muy ancho y profundo, los laterales más superficiales, zona ventral poco sobresaliente, superficie rugosa.
Su tiempo de recogida de cosecha se inicia en su maduración a principios de septiembre. Algo agrio cuando se recolecta por primera vez, pero se suaviza con el almacenamiento. Se conserva bien un par de semanas en cámara frigorífica.

## Usos
Se usa comúnmente como postre fresco de mesa buena ciruela de postre de fines de verano.
También se usa por su alto contenido de azúcar lo convierte en una excelente opción para enlatar y secar.

## Progenie
'Stanley' ha dado lugar a nuevas variedades de ciruela como "Parental Madre":
- 'Bluefree' obtenida mediante el cruce de las variedades 'Stanley' x 'President'.

## Cultivo
Variedad cultivada principalmente en Canadá, Estados Unidos, y República Checa.

## Características y precauciones
Presenta veneno tóxico bajo, cuyo principio es del grupo de los "glucósidos cianogénicos" presente en hojas (particularmente tóxico en el proceso de marchitamiento), semillas, y en los tallos.
Síntomas de envenenamiento: presentando mucosas de color rojo ladrillo, pupilas dilatadas, dificultad para respirar, jadeo, shock.